# Mucuna macmillanii
Mucuna macmillanii är en ärtväxtart som beskrevs av Adolph Daniel Edward Elmer. Mucuna macmillanii ingår i släktet Mucuna och familjen ärtväxter. Inga underarter finns listade i Catalogue of Life.